# Walter Corradin
Walter Corradin ist ein ehemaliger italienischer Schrittmacher.
Walter Corradin war seit Ende der 1970er Jahre als Schrittmacher aktiv. Ab Mitte der 1980er bis Anfang der 1990er Jahre führte er verschiedene italienische Steher zu internationalen Erfolgen. 1986 und 1987 wurde er gemeinsam mit Mario Gentili Weltmeister der Amateur-Steher und 1989 mit Giovanni Renosto bei den Profis. Insgesamt errang er acht Medaillen bei Bahn-Weltmeisterschaften.